# Lichkiramche
Lichkiramche (nep. लिच्की रामचे) – gaun wikas samiti we wschodniej części Nepalu w strefie Sagarmatha w dystrykcie Khotang. Według nepalskiego spisu powszechnego z 2001 roku liczył on 687 gospodarstw domowych i 3639 mieszkańców (1861 kobiet i 1778 mężczyzn).